# تجمع ديبون (المحفد)

تعديل مصدري - تعديل

تجمع ديبون هو "تجمع بدوي" في  عزلة المحفد بمديرية المحفد التابعة لمحافظة أبين، بلغ تعداد سكانها 82 نسمة حسب تعداد اليمن لعام 2004.